# Kalandra (Band)
Kalandra ist eine Band aus Norwegen sowie Schweden. Kalandra steht bei By Norse Music unter Vertrag.

## Geschichte
Die Band Kalandra setzt sich aus vier zentralen Musikern zusammen: Katrine Stenbekk als Sängerin und Songwriterin, Florian Döderlein Winter an der Gitarre, Jogeir Daae Maeland, ebenfalls an der Gitarre, sowie Oskar Johnsen Rydh am Schlagzeug.
2017 veröffentlichte Kalandra ihre erste EP unter dem Titel Beneath the Breaking Waves, auf der sechs Stücke zu finden sind. Der Titel der EP lässt schon einen mystisch-spirituellen Einschlag vermuten und enthält persönliche und biografische Elemente.
2020 brachte die Band ihr erstes Album namens The Line heraus, das insgesamt elf Stücke umfasst. Darauf finden sich einige populäre Tracks, die mittlerweile Millionen von Zuhörern weltweit erreicht haben. 
2022 brachte Kalandra ein weiteres Album im Zusammenhang mit dem Videospiel Kingdom Two Crowns: Norse Lands heraus. Dieses entstammt der musikalischen Untermalung des besagten Spiels und wurde nachträglich als Album aufbereitet, indem die Stücke erweitert und verändert wurden. Das Videospiel spielt in der Zeit um das Jahr 1000 nach Zeitschreibung und harmoniert mit dem altertümlich-modernen, nordischen Folkloresound der Band.

## Stil
Die Musik von Kalandra lässt sich verschiedenen Genres zuordnen wie Art Pop, Folk und Rock. Charakteristisch sind poetische Songtexte und mystische Klänge. Gesungen wird hauptsächlich auf Englisch, aber auch Norwegisch, die Herkunftssprache der Sängerin Katrine Stenbekk.

## Diskografie
Alben
- 2020: The Line (By Norse Music)[1][2][3]
- 2022: Kingdom Two Crowns: Norse Lands – Extended Soundtrack (By Norse Music)
- 2024: A Frame of Mind[4]

EPs
- 2013: Sell Your Voice (Eigenveröffentlichung)
- 2014: Onto the Fire / Rest Your Soul (Eigenveröffentlichung)
- 2017: Beneath the Breaking Waves (Digertrykk)